# Bèlasèrra
Bèlasèrra (en francès Belleserre) és un municipi francès situat al departament del Tarn i a la regió d'Occitània.

## Demografia
| 1962                                       | 1968 | 1975 | 1982 | 1990 | 1999 | 2007 |
| ------------------------------------------ | ---- | ---- | ---- | ---- | ---- | ---- |
| 90                                         | 109  | 99   | 101  | 100  | 103  | 155  |
| Des de 1962: població sense dobles comptes |      |      |      |      |      |      |

## Administració
| Període   | Identitat        | Partit |
| --------- | ---------------- | ------ |
| 2001-2008 | Philippe Marc    |        |
| 2008-     | Jean-Marie Petit |        |

## Monuments

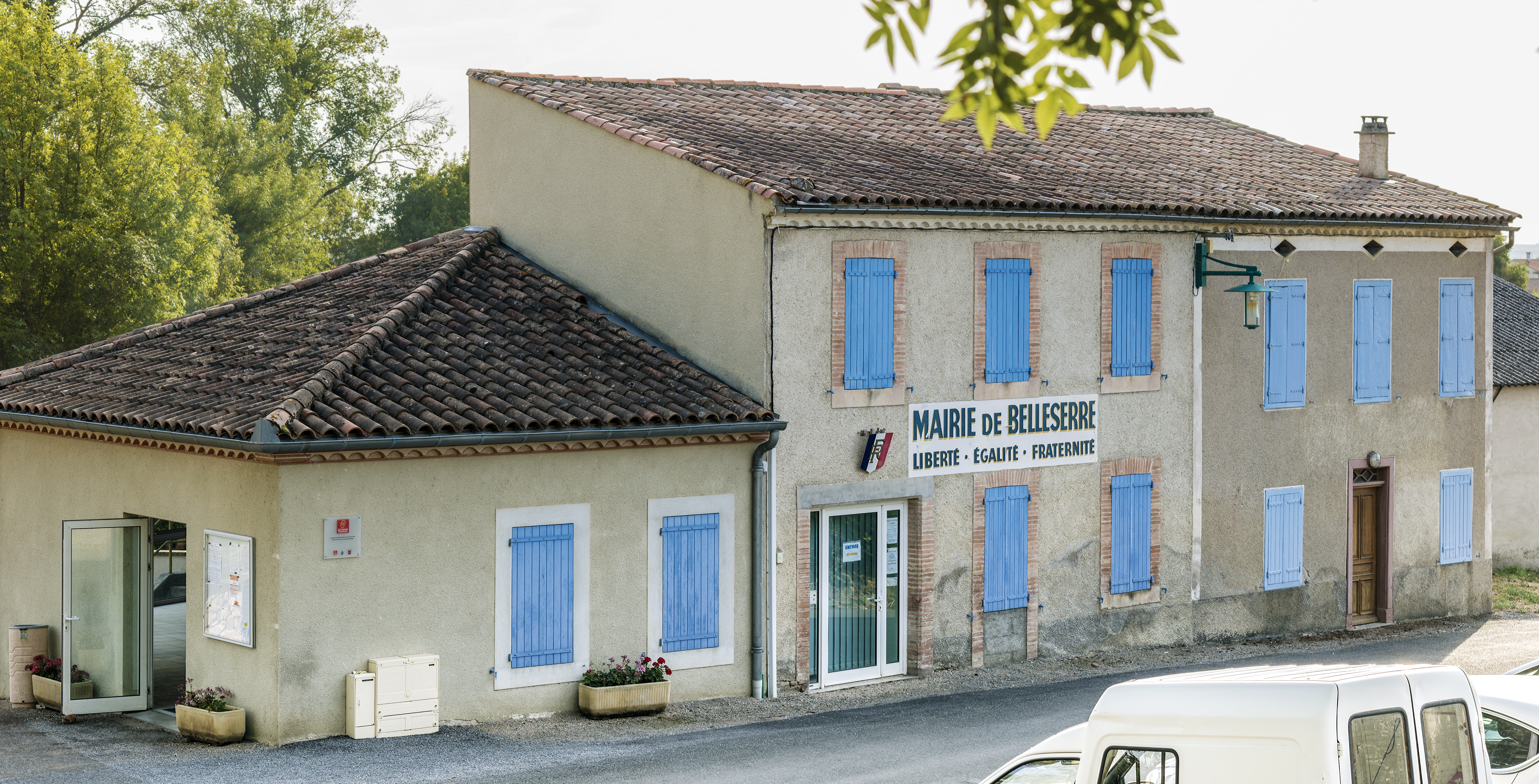
L'ajuntament.
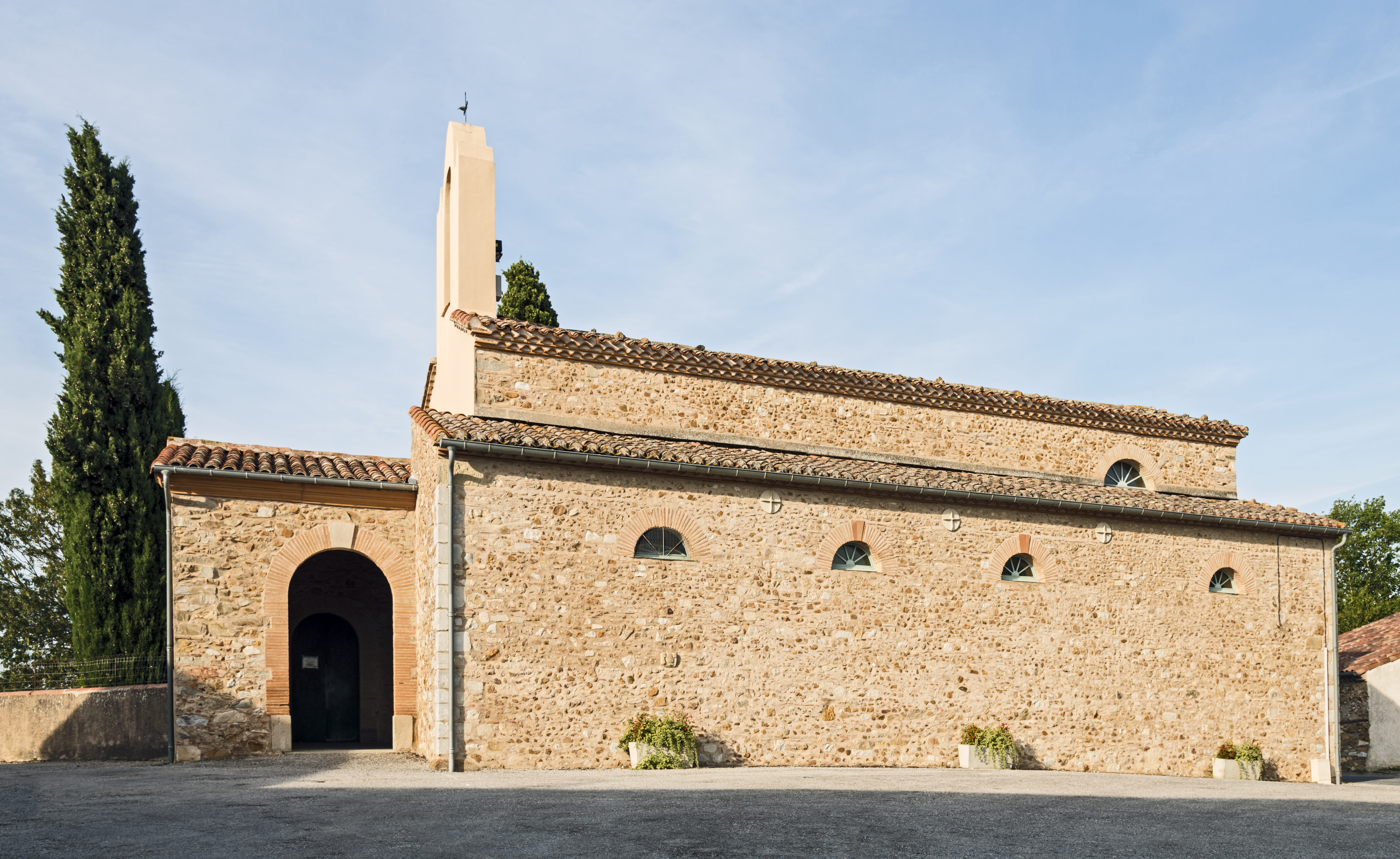
L'Església.
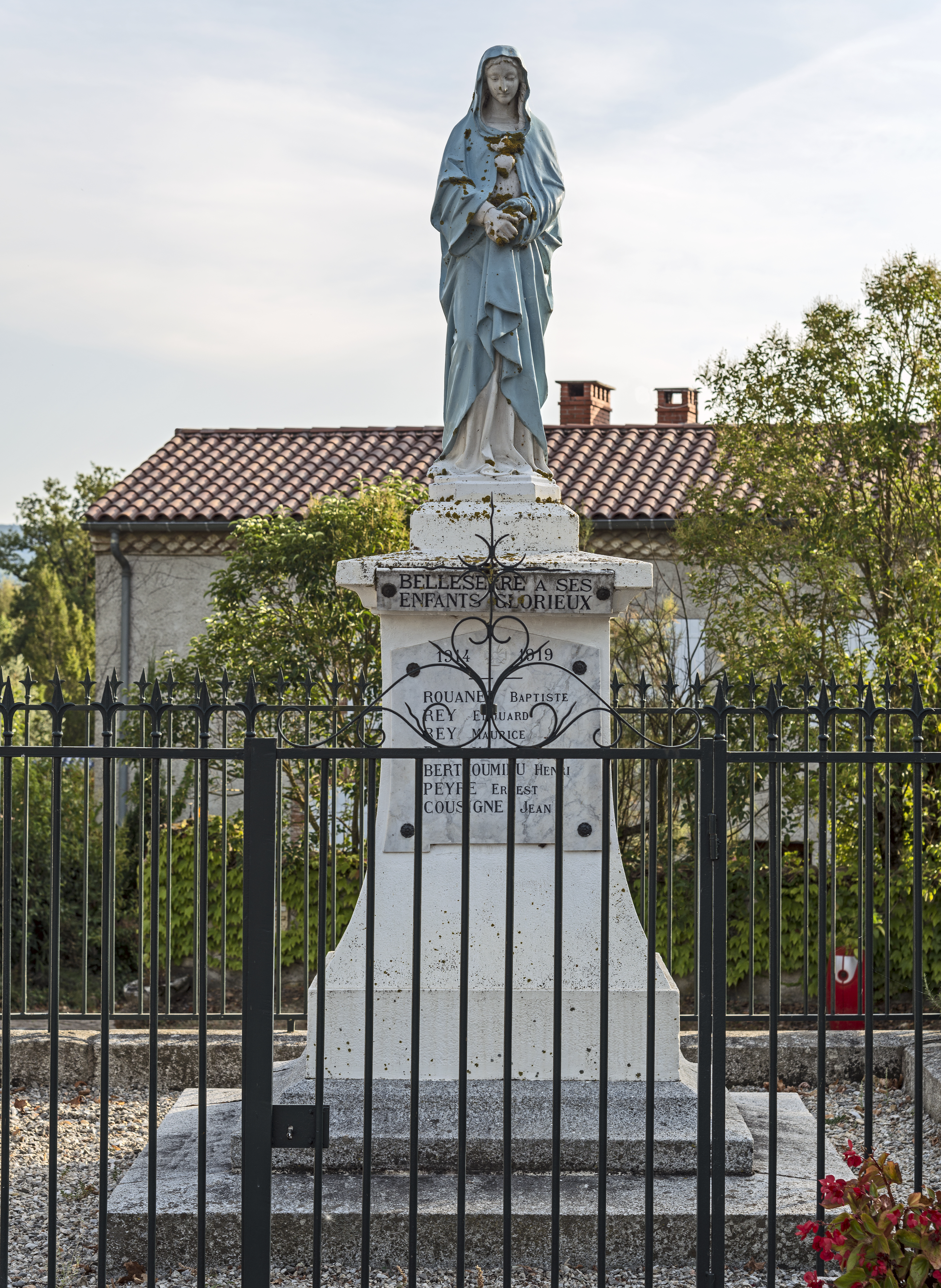
El monument de la guerra